# 擬桿菌門
擬桿菌門（Bacteroidota，旧名 Bacteroidetes）包括三大類細菌，即擬桿菌綱、黃桿菌綱、鞘脂桿菌綱。它們的相似性體現在核糖體16S RNA。
很多擬桿菌綱的細菌種類生活在人或者動物的腸道中，有些時候成爲病原菌。在糞便中，以細胞數目計，擬桿菌屬是主要微生物種類。
黃桿菌綱主要存在於水生環境中，也會在食物中存在。多數黃桿菌綱細菌對人無害，但腦膜膿毒性金黃桿菌(Chryseobacterium meningosepticum)可引起新生兒腦膜炎。黃桿菌綱還有一些嗜冷類群。
鞘脂桿菌綱重要類群爲噬胞菌屬(Cytophaga)，在海洋細菌中佔有較大比例，可以降解纖維素。

## 下属分类
本科包括以下属：
- 擬桿菌綱 Bacteroidia Krieg 2012
- 噬几丁质菌纲 Chitinophagia Munoz et al. 2017
- 噬纤维菌纲 Cytophagia Nakagawa 2012
- 黃桿菌綱 Flavobacteriia Bernardet 2012
- 腐败螺旋菌纲 Saprospiria Hahnke et al. 2018
- 鞘脂桿菌綱 Sphingobacteriia Kämpfer 2012